# Ceruloplazmina

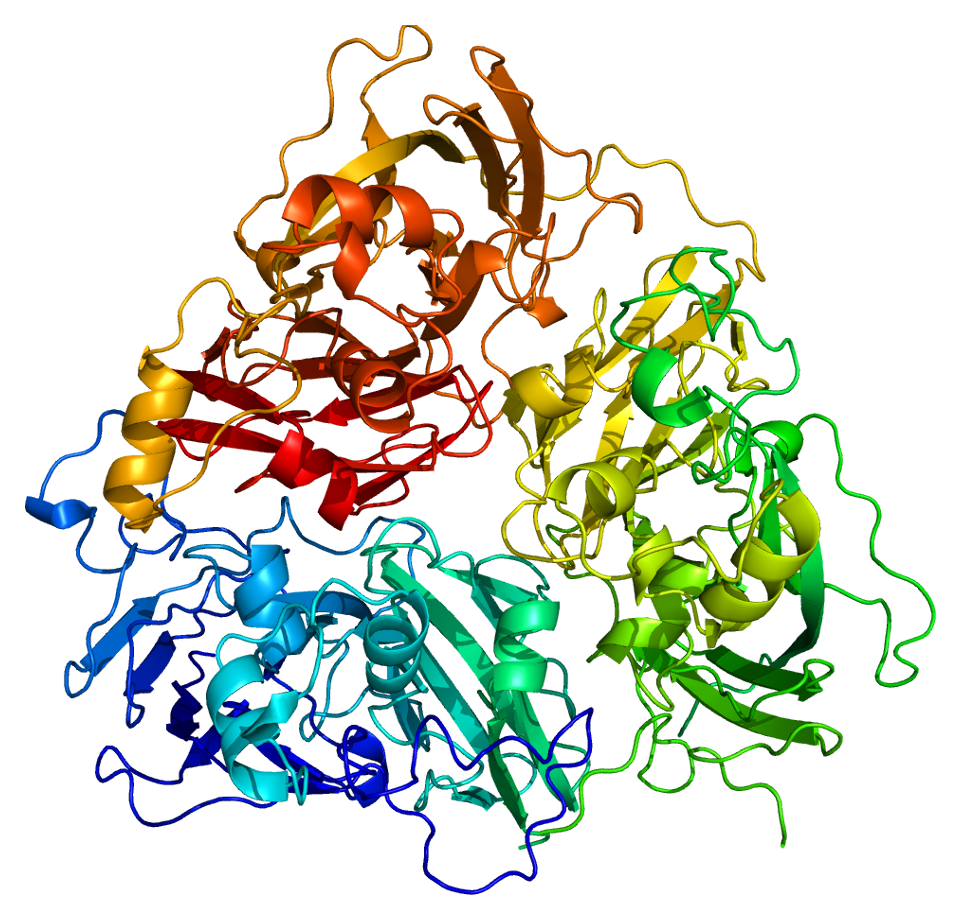
Model struktury ceruloplazminy

Ceruloplazmina (lub ferroksydaza; nazwa systematyczna: oksydoreduktaza żelazo(II):tlen; EC 1.16.3.1) – enzym z grupy oksydaz, którego kofaktorem są jony miedzi. Ludzka ceruloplazmina zbudowana jest z 1046 aminokwasów (masa cząsteczkowa 132 kDa) i zawiera średnio ok. 6 atomów miedzi. 

Zawiera ok. 90% miedzi obecnej w surowicy krwi. Bierze udział w homeostazie żelaza i mechanizmach obronnych w stresie oksydacyjnym.
Katalizuje utlenianie Fe2+
 do Fe3+
:
4Fe2+
 + 4H+
 + O
2 ⇌ 4Fe3+
 + 2H
2O
Syntetyzowana jest w wątrobie przez hepatocyty.

## Norma
Prawidłowe stężenie ceruloplazminy w surowicy wynosi 200–600 mg/l. 

## Przyczyny podwyższonego stężenia
- ciąża
- stany zapalne
- choroby zakaźne
- nowotwory
- ziarnica złośliwa
- zawał mięśnia sercowego
- reumatoidalne zapalenie stawów
- choroba Alzheimera[5]

## Przyczyny obniżonego stężenia
- genetycznie uwarunkowana choroba Wilsona[6], polegająca na braku enzymu błonowego ATP-azy7B[7] odpowiedzialnego za aktywny transport miedzi w komórkach wątrobowych, co prowadzi m.in. do uszkodzenia wątroby
- zespół nerczycowy
- choroby wątroby
- choroba Menkesa
- przedawkowanie witaminy C
- niedobór miedzi
- aceruloplazminemia[8]
- choroba Parkinsona[9]